# 唐娜·盖伊-霍尔基亚德
唐娜·盖伊-霍尔基亚德（英語：Donna Guy-Halkyard，1961年11月1日—），新西兰女子柔道运动员。她曾代表新西兰参加1990年英联邦运动会柔道比赛，获得女子63公斤级银牌。他也曾参加1988年夏季奥运会。